# Tá na Área
O Tá na Área é um programa esportivo do canal por assinatura SporTV dedicado ao esporte.

## Sinopse
Estreou em novembro de 1995, como um programa exibido semanalmente, sendo apresentado pela atriz Betty Gofman, unindo o Futebol com outros aspectos da cultura. Saiu do ar no final de 2002, quando o canal foi assumido de forma total pelo Esporte da Globo. Retornou em 18 de abril de 2005, passando a ser um programa diário e também ao vivo, agora sendo apresentado por Luiz Carlos Júnior, que recebia comentaristas e convidados em um debate divertido. Mais tarde, passou a ficar cuidando da função de narrador e passou o cargo a Vanessa Riche.
Em 2010, a apresentadora deixou o comando do SporTV News e integrou a equipe do programa, ao lado de Luiz Carlos Júnior, revivendo uma parceria que teve início em 1994, na Rádio Cidade, mas logo e após a Copa do Mundo, passou a dividir o comando com Lucas Gutierrez até meados de 2011, quando Vanessa retornou ao comando do SporTV News. Depois de Carlos Eduardo Lino assumir o SporTV News, Vanessa voltou a dividir o Tá na Área com Lucas.
Desde 2013, o programa passa a ter uma nova dupla de apresentadores: Antero Neto e Bárbara Coelho. Em 2014, com Antero voltando a ser narrador, agora Bárbara terá a companhia de Thiago Oliveira, ex-TV Gazeta
Em maio de 2015, o programa estreia em um novo horário, as 16:30 e passa a ter mais um apresentador: Alexandre Oliveira que era apresentador do extinto Arena Sportv, no qual faz o Giro dos clubes direto da TV Globo em São Paulo.
Em 2017, passou a ser exibido, de segunda à sexta, às 17:00 da tarde. Em março de 2018, Thiago Oliveira deixa o comando do programa para ser repórter em SP. Em abril, o programa ganha nova roupagem gráfica, além de ter Fred Ring como novo apresentador. Em dezembro do ano seguinte, Bárbara Coelho deixou o programa pois passou a ser apresentadora do Esporte Espetacular. Em 21 de janeiro de 2019, Glenda Kozlowski estréia como nova apresentadora do Tá na Área, mas ficou por pouco tempo deixando o Grupo Globo e para seu lugar, Karine Alves (ex-Fox Sports) recém contratada para ser sua sucessora, sendo que com a pandemia de Coronavírus, o programa ficou suspenso e a estreia dela no comando do programa ocorreu em 27 de julho.. Em 08 de agosto, Fred Ring deixou o canal após polêmicas e foi substituído por Carlos Cereto, uma vez que Karine Alves assumiu o Troca de Passes, no lugar de Rodrigo Rodrigues, que morreu em julho. Em 09 de novembro, o programa passou a ser apresentado por Igor Rodrigues e pelo humorista Magno Navarro, num formato totalmente novo, unindo informação e bom humor. No dia 22 de junho de 2021, o programa ganhou novas vinheta e pacote gráfico, inspirado no formato dos games.

## Disco Musical
No ano 2000, em comemoração aos 5 anos do programa, foi lançado o CD Tá na Área Futebol Pop, composto por 18 músicas feitas especialmente para o programa. Com tiragem de 2.000 cópias, o CD não foi colocado à venda, e a distribuição foi feita via promoções em sites, emissoras de rádio e do próprio programa.

### Faixas
| #  | Banda/Artista                   | Música                                     | Tempo da Faixa |
| -- | ------------------------------- | ------------------------------------------ | -------------- |
| 01 | Unidade Móvel                   | "Swing Futebol"                            | 3:09           |
| 02 | Evil Brothers                   | "É Gol, Explode a Galera"                  | 2:43           |
| 03 | Nenhum de Nós                   | "90 Minutos"                               | 3:16           |
| 04 | Funk'n'Lata                     | "Hora da Virada"                           | 3:27           |
| 05 | Grave                           | "Bola Bandida"                             | 4:49           |
| 06 | Faces do Subúrbio               | "A Hora dos Peladeiros"                    | 2:04           |
| 07 | Otto                            | "A Revolução do Futebol"                   | 1:30           |
| 08 | Vinny                           | "Heloísa, Mexe a Cadeira (Versão Futebol)" | 4:29           |
| 09 | The Funk Fuckers                | "Dfunk Fuckers Tá na Área"                 | 3:24           |
| 10 | Squaws                          | "O Perigo Tá na Área"                      | 2:33           |
| 11 | Rumbora                         | "Pereba"                                   | 2:42           |
| 12 | Jorge Mautner e Nelson Jacobina | "O Juíz Apitou"                            | 4:05           |
| 13 | Caboclada                       | "Jogador"                                  | 3:26           |
| 14 | Comunidade Nin-Jitsu            | "Melô do Analfabeto (Versão Futebol)"      | 2:40           |
| 15 | Ultramen                        | "Johny"                                    | 3:00           |
| 16 | Rita Ribeiro                    | "Umba Bara Uma"                            | 4:05           |
| 17 | Pedro Luís e a Parede           | "Pelada"                                   | 2:36           |
| 18 | Max de Castro                   | "Zagueiro"                                 | 4:10           |